# Nemausus
Det här är en artikel om den keltiska gudomen. För bostadsområdet Nemausus i Nîmes, se Nemausus, Nîmes
Deus Nemausus är en keltisk gud, som menas ha varit staden Nîmes skyddsgud. Guden tycks ha dyrkats enbart i detta område. Stadens namn är med säkerhet härlett från Nemasus, som enligt skiftande källor antingen utgör den skog där den keltiska stammen Volcae Arecomici höll sina möten, eller den skyddsande som ursprungligen vakade över den källa där stammen fick sitt vatten.
Stefanos från Bysans hävdade i sitt geografiska lexikos att staden fick sitt namn från Herakliden Nemausios.